# سيف الدين العلمي
سيف الدين العَلمي (بالإسبانية: Saife Alami Bazza)‏ هو لاعب كرة قدم مغربي من مواليد 19 نوفمبر 1992 بمدينة بني ملال، يشغل مركز لاعب وسط بنادي بنادي رابيد بوخارست.

## مسيرته
وُلد العَلمي في المغرب، ثم انتقل إلى إسبانيا في السابعة من عمره. وانضمّ إلى «أكاديمية نايكي» في عام 2012. مارس في عدة أندية بإسبانيا وألمانيا ورومانيا، قبل أن ينتقل إلى نادي باريس الفرنسي سنة 2016.
صيف سنة 2018 انتقل إلى نادي الرجاء الرياضي بعقد يمتد لثلاث سنوات

## روابط خارجية
- سيف الدين العلمي على موقع رابطة كرة القدم الفرنسية للمحترفين (الإنجليزية)
- سيف الدين العلمي على موقع قاعدة بيانات كرة القدم.إي يو (الإنجليزية)
- سيف الدين العلمي على موقع Soccerway.com (الإنجليزية)